# Le Chat passe-muraille
Le Chat passe-muraille (titre original : The Cat Who Walks Through Walls) est un roman de science-fiction de Robert A. Heinlein, paru en 1985 en anglais, et en 1987 dans sa traduction française.

## Résumé
Un inconnu s'assied à la table du Colonel en retraite Campbell, lui demande d'assassiner quelqu'un et meurt lui-même assassiné. C'est le début d'une suite d'évènements de plus en plus invraisemblables et de plus en plus dangereux.
Dans sa fuite éperdue avec sa nouvelle épouse, le héros fait preuve du pragmatisme du « vieux militaire à qui on ne la fait pas » pour vaincre le complot qui ne cesse de se refermer sur eux. Ce road-movie les fait quitter en catastrophe la station spatiale « Règle d'Or » dans une navette juste bonne à s'écraser sur la Lune. Ils rencontreront une foule de gens aussi sympathiques que cupides dans différentes villes lunaires jusqu'à une bataille rangée dans un hôtel miteux.
Les mésaventures du Colonel Campbell passent d'invraisemblables à absurdes quand celle qui est sa femme depuis trois jours tente de le convaincre qu'elle est un agent spatio-temporel dans un univers où les navettes quatre places comportent des toilettes victoriennes, où il est difficile de savoir si quelqu'un a trente ans ou trois cents ans, où l'on peut rencontrer les héros de feuilleton de son enfance, et où tous ceux que l'on croise sont mariés aux autres, ou fruit de ces mariages.
Il découvre finalement la raison de ce complot cosmique autour de sa personne  : les archives dans le futur attestent que lui et sa femme ont mené une mission capitale pour le Multivers. Ils auraient récupéré l'ordinateur Mycroft Holmes IV sans créer de paradoxe temporel. Mike fut secrètement le cerveau de la guerre d'indépendance lunaire décrite dans Révolte sur la Lune, un siècle plus tôt, jusqu’à « sa mort » lors d'un dernier bombardement. 
Mais l'une des deux versions des archives précise qu'ils sont morts lors de cette mission. Comme le chat de Schrödinger, le colonel Campbell est à la fois mort et vivant. 

### Le chat de Schrôdinger
C'est en effet au chat de Schrödinger que renvoie le titre du livre. Le chat passe-muraille est ici un chaton du nom de Pixel qui se déplace au travers des murs car il est trop jeune pour savoir que c'est impossible. Le chat est un personnage secondaire qui n'apparait que dans le dernier tiers du livre. Il n'a pas de rôle important dans l'intrigue. Mais il est le résumé métaphorique du personnage de Colin Campbell qui se sort de tous les guet-apens alors qu'il considère impossible ce que les héros de tous les autres romans de Heinlein considèrent comme des faits établis : le voyage dans le temps, les univers parallèles, la jouvence médicale et l'immortalité.

## Style
On retrouve des thèmes sociaux chers à Robert Heinlein, tels que :
- la Règle d'Or que tout se paie d'une manière ou d'une autre ;
- les mariages polygames et plus particulièrement polyandriques ;
- la primauté de la femme sur l'homme ;
- la sexualité éhontée ;
- l'efficacité de la justice expéditive ;
- le mépris de la victimisation ;
- le refus des distinctions raciales.

Les dialogues sont truculents comme dans les meilleurs films de Michel Audiard. Les échanges pleins d'ironie et de cynisme donnent une teinte dynamique et joyeuse à une histoire qui aurait pu être mortellement sérieuse. Certaines des déclarations du colonel Campbell mériteraient d'être utilisées comme proverbes et aphorismes. 
Comme dans Podkayne, fille de Mars  et Révolte sur la Lune, le livre termine tristement sur une incertitude pessimiste. 
L'intrigue est tellement invraisemblable que le héros lui-même n'y croit pas. Pourtant l'univers est admirablement bien construit, expliqué en détail tant sur le plan sociologique que sur le plan technologique. Le récit prend une cohérence inattendue quand il devient clair que cette suite d'invraisemblances est due à l'action de plusieurs sociétés ayant la possibilité de parcourir le temps pour modifier l'histoire.
 
Cependant la quantité de paradoxes temporels rend les explications de l'auteur et de ses personnages passablement touffues et abstruses. Même le héros a du mal à y comprendre quelque chose.
Les références aux livres Les Enfants de Mathusalem, The Number of the Beast et Révolte sur la Lune  abondent à tous les chapitres. Qui ne connaît pas l'œuvre de Heinlein peut avoir des difficultés à s'y retrouver parmi une trentaine de personnages utilisant couramment des pseudonymes.
Par moments, on retrouve des ambiances et descriptions proche de celles de C. J. Cherryh (notamment Forteresse des étoiles) et de Poul Anderson (principalement La Patrouille du temps)